# Konrad av Marburg
Konrad från Marburg, född omkring 1180, död 1233, var en tysk katolsk präst och adelsman som var Elisabeth av Thüringens biktfar.
Konrad från Marburg blev 1227 av påven Gregorius IX till inkvisitor i Tyskland med förnyat uppdrag 1232, och anklagade och avrättade en rad tyska furstar som kättare. 1233 mördades han av medlemmar ur tyska adeln som fått nog av hans framfart. Han helgonförklarades kort efteråt av påven. Som Elisabeth av Thüringens själasörjare krävde han sträng askes av henne.